# 武川正吾
武川 正吾（たけがわ しょうご、1955年 - ）は、日本の社会学者。東京大学名誉教授。元明治学院大学教授。東京都生まれ。

## 略歴

### 学歴
- 1979年 東京大学文学部卒業（第四類 社会学専修）
- 1981年 東京大学大学院社会学研究科修士課程修了
- 1984年 東京大学大学院社会学研究科博士課程中退

### 職歴
- 1982年 社会保障研究所研究員
- 1987年 中央大学文学部専任講師
- 1989年 中央大学文学部助教授
- 1993年 東京大学文学部助教授・同大学院人文社会系研究科助教授
- 東京大学文学部・同大学院人文社会系研究科教授
- 2006年 社会政策学会代表幹事[1]
- 2019年3月　東京大学文学部・同大学院人文社会系研究科を退任し名誉教授となる。
- 2019年４月　明治学院大学社会学部教授となる。
- 2024年3月　明治学院大学社会学部を定年退職する。[2][3]
- 2024年4月　明治学院大学社会学部非常勤講師として、社会福祉学科「社会政策論A・B」等を担当する。

## 活動
英国シェフィールド大学に派遣留学。現在の研究テーマは福祉国家のミクロ社会学、戦後日本社会政策史（福祉国家の日本モデル）、市民権の構造転換、社会政策と社会意識（福祉国家を支える価値意識）。

## 同級生
オックスフォード大学社会学科教授の苅谷剛彦、一橋大学大学院社会学研究科教授の町村敬志、東京大学大学院人文社会系研究科教授の佐藤健二とは東大時代の同級生で、その頃から親交があった。社会保障研究所（現在の国立社会保障・人口問題研究所、当時の所長は福武直）在職時、社会学者の田辺義明と中国に同行したという。

## 著書

### 単著
- 『福祉国家と市民社会（正）イギリスの高齢者福祉』（法律文化社、1992年）
- 『地域社会計画と住民生活』（中央大学出版部、1992年）
- 『社会政策のなかの現代――福祉国家と福祉社会』（東京大学出版会、1999年）
- 『福祉国家と市民社会（続）福祉社会の社会政策』（法律文化社、1999年）
- 『福祉社会――社会政策とその考え方』（有斐閣（有斐閣アルマ）、2001年）
  - 『福祉社会　〔新版〕――包摂の社会政策』（有斐閣（有斐閣アルマ）、2011年）

- 『地域福祉の主流化 福祉国家と市民社会 Ⅲ』（法律文化社、2006年）
- 『連帯と承認――グローバル化と個人化のなかの福祉国家』（東京大学出版会、2007年）
- 『社会政策の社会学――ネオリベラリズムの彼方へ』（ミネルヴァ書房、 2009年）
- 『政策志向の社会学――福祉国家と市民社会』（有斐閣、2012年）
- 『福祉社会学の想像力』（弘文堂、2012）

### 編著
- 『地域福祉計画――ガバナンス時代の社会福祉計画』（有斐閣、2005年）
- 『福祉社会の価値意識――社会政策と社会意識の計量分析』（東京大学出版会、2006年）
- 『公共性の福祉社会学――公正な社会とは』（東京大学出版会（シリーズ福祉社会学（全4巻）の第1巻）、2013年）

### 共編著
- （庄司興吉・矢沢修次郎）『リーディングス日本の社会学（17）体制と変動』（東京大学出版会、1988年）
- （大山博）『社会政策と社会行政――新たな福祉の理論の展開をめざして』（法律文化社、1991年）
- （庄司洋子・木下康仁・藤村正之）『福祉社会事典』（弘文堂、1999年）
- （塩野谷祐一）『先進諸国の社会保障（1）イギリス』（東京大学出版会、1999年）
- （大山博・炭谷茂・平岡公一）『福祉国家への視座――揺らぎから再構築へ』（ミネルヴァ書房、 2000年）
- （佐藤博樹）『企業保障と社会保障』（東京大学出版会、2000年）
- （京極高宣）『高齢社会の福祉サービス』（東京大学出版会、2001年）
- （早川和男・野口定久）『居住福祉学と人間――「いのちと住まい」の学問ばなし』（三五館、2002年）
- （小笠原浩一）『福祉国家の変貌――グローバル化と分権化のなかで』（東信堂、2002年）
- （山田信行）『現代社会学における歴史と批判（上）グローバル化の社会学』（東信堂、2003年）
- （岩田正美・永岡正己・平岡公一）『社会福祉の原理と思想――社会福祉原論』（有斐閣、2003年）
- （金淵明）『韓国の福祉国家・日本の福祉国家』（東信堂, 2005年）
- （イ・ヘギョン）『福祉レジームの日韓比較――社会保障・ジェンダー・労働市場』（東京大学出版会、 2006年）
- （三重野卓）『公共政策の社会学――社会的現実との格闘』（東信堂、2007年）
- （西平直）『死生学（3）ライフサイクルと死』（東京大学出版会、2008年）
- （三本松政之・杉岡直人）『社会理論と社会システム』（ミネルヴァ書房、2009年）
- （森川美絵・井口高志・菊地英明）『よくわかる福祉社会学』（ミネルヴァ書房（やわらかアカデミズム・〈わかる〉シリーズ、2020年）
- （佐藤健二・常松淳・武岡暢・米澤旦）『社会学概論――何をどのように考えてきたのか』（有斐閣（有斐閣アルマ）、2025年）

### 訳書
- C・W・スミス『社会学的理性批判』（新曜社、1984年）
- ポール・スピッカー『社会政策講義――福祉のテーマとアプローチ』（有斐閣、2001年）
- トニー・フィッツパトリック『自由と保障――ベーシック・インカム論争』（勁草書房、2005年）